# Diastereoisômero
Diastereoisômeros são estereoisômeros que não são enantiômeros, ou seja, são esteroisômeros em que um deles não é a imagem no espelho do outro. Diastereoisômeros tem diferentes propriedades físicas, e tem propriedades químicas distintas tanto reagindo com compostos quirais quanto com aquirais.
Em regra geral, n elementos estéreogênicos binários (R e S, Z e E, M e P, etc.) conduzem à {\displaystyle 2^{n}} estereoisômeros (e por consequência à {\displaystyle 2^{n-1}} misturas racêmicas).
Um exemplo é o mentol, que possui 3 centros quirais, e portanto 8 estereoisômeros diferentes. Dos 28 pares possíveis, apenas 4 são de enantiômeros, os demais 24 pares são de diastereoisômeros:

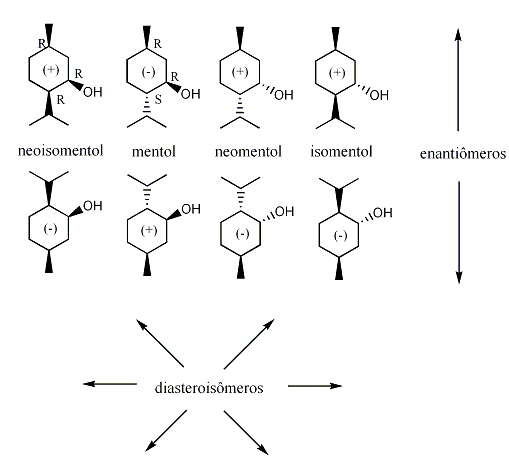
Menthol.

Entretanto, o número máximo de {\displaystyle 2^{n}} estereoisômeros é reduzido quando a estrutura possui elementos de simetria (os mais comuns sendo um plano de reflexão ou um centro de inversão). Um exemplo disso são os meso-isômeros. Tais substancias são caracterizadas por terem dois centros de quiralidade (carbonos assimétricos) iguais. 
Os meso-isômeros: 
- Têm dois carbonos quirais iguais:
Suponhamos que cada carbono assimétrico desse meso desvie o plano da luz polarizada em "a" graus. Agora, por convenção, "+a" representa o desvio para a direita (dextrogiro) e "-a" representa o desvio para a esquerda(levogiro).
Neste caso, então haverá as seguintes combinações: 1ª(-a -a) / 2ª(-a +a) / 3ª(+a +a) e a mistura racêmica, isto é, 4ª [(-a -a) misturado com (+a +a)].
São ativas opticamente: 1ª e 3ª
São inativas opticamente: 2ª e 4ª